# Juan Crisóstomo de Arriaga
Juan Crisóstomo Jacobo Antonio de Arriaga y Balzola (27. ledna 1806 Bilbao – 17. ledna 1826 Paříž) byl španělský hudební skladatel počátku 19. století.

## Život
Juan Crisóstomo de Arriaga se narodil v Bilbau. Hudební základy mu dali jeho otec a starší bratr. Již v raném dětství se projevilo jeho mimořádné hudební nadání. V jedenácti letech zkomponoval Pokus o oktet. O rok později již své Předehře pro malý orchestr přidělil opusové číslo 1 a následovala další instrumentální díla (např. Vojenský pochod a Vlastenecké hymny). V roce 1818 měla premiéru jeho opera Šťastní otroci (Los esclavos felices), která se dočkala velkého úspěchu.
V patnácti letech odešel na pařížskou konzervatoř (École Royale de Musique et Déclamation) řízenou Luigi Cherubinim, kde studoval hru na housle u Pierre Baillota a harmonii a kontrapunkt u François-Josepha Fétise. V této době vznikla také jeho nejslavnější díla: Tři kvartety a Symfonie pro velký orchestr.
Jeho organismus však nevydržel vražedné pracovní tempo a těsně před dosažením věku 20 let zemřel patrně na zápal plic. Vzhledem ke krátké životní dráze i charakteru své hravé hudby bývá Juan Crisóstomo de Arriaga nazýván španělským Mozartem. Navíc se narodil na den přesně 50 let po něm.
Pro české čtenáře není bez zajímavosti, že Juanův příbuzný Rodrigo de Arriaga (1592–1667) přišel v roce 1625 ze Španělska na pražskou univerzitu, kde působil jako profesor, děkan teologické fakulty a prefekt generálních studií.

## Dílo

### Instrumentální hudba
- 3 Études ou Capriches (1819)
- Marcha militar (1820)
- Symphonie à grande orchestre (1824)
- Romance (1819)
- Variaciones para Violín sobre el tema de la Húngara con Acompañamiento de Bajo ad libitum (1821)
- Nada y mucho (1817)
- Tema variado en cuarteto (1820)
- Variaciones sobre el tema de la Húngara en cuarteto (1822)
- Trois quatours: pour deux violons, alto et violoncelle (1823)
- Obertura, op. 1 (1818)
- Obertura, op. 20 (1821)

### Vokální hudba
- Air de l'Opera de Medée (1825)
- Herminie, kantáta (1825)
- Air d'Oedipe (1825)
- Agar dans le désert (1825)
- Dúo de Ma tante Aurore (1825)
- Los esclavos felices, opera, (1819)

### Chrámová hudba
- O salutaris (1821)
- Stabat Mater (1821)
- Misa a cuatro voces (1822-1825)
- Salve Regina (1822-1825)

### Hudba příležitostná
- Himno Ya luce en este hemisferio
- Canon Perpétuel (1822-1825)
- Himno Cántabros nobles (c. 1819)
- Fuga a ocho voces Et vitam venturi